# Zhangmutou
Zhangmutou är en köping i sydöstra  Kina.  Den ligger i staden Dongguan i provinsen Guangdong, omkring 90 kilometer sydost om provinshuvudstaden Guangzhou. Antalet invånare är 132 816. Befolkningen består av 59 269 kvinnor och 73 547 män. Barn under 15 år utgör 9,0 %, vuxna 15-64 år 89 %, och äldre över 65 år 1,0 %.